# Henri Rabaud
Henri Benjamin Rabaud (ur. 10 listopada 1873 w Paryżu, zm. 11 września 1949 tamże) – francuski dyrygent i kompozytor.

## Życiorys
Był synem wiolonczelisty Hippolyte’a Rabauda. W latach 1893–1894 uczył się w Konserwatorium Paryskim u Jules’a Masseneta (kompozycja) i André Gedalge’a (kontrapunkt). W 1894 roku otrzymał Prix de Rome za kantatę Daphné. Od 1908 do 1918 roku występował jako dyrygent z Opéra de Paris, w latach 1914–1918 był jej dyrektorem. W latach 1918–1919 prowadził Bostońską Orkiestrę Symfoniczną. Od 1922 do 1941 roku był dyrektorem Konserwatorium Paryskiego. Otrzymał order oficera (1923) i komandora (1931) Legii Honorowej.
Początkowo nawiązywał do tradycji klasycznych, będąc przeciwnikiem nowych prądów w muzyce. Po zapoznaniu się z twórczością Verdiego, Pucciniego i Wagnera dokonał reorientacji swojej postawy artystycznej, zwracając się głównie ku operze. Dokonał orkiestracji suity Gabriela Faurégo Dolly.

## Wybrane kompozycje
(na podstawie materiałów źródłowych)

### Utwory orkiestrowe
- 2 symfonie (1893, 1900)
- poemat symfoniczny La Procession nocturne (1899)
- Divertissement sur des chansons russes (1899)
- Lamento (1930)
- Preludé et Toccata na fortepian i orkiestrę (1945)

### Utwory kameralne
- Romances sans paroles na wiolonczelę i fortepian (1890)
- Kwartet smyczkowy (1898)
- Solo de concours na klarnet i fortepian (1901)
- Trio na obój, klarnet i fagot (1949)

### Utwory wokalno-instrumentalne
- kantata Daphné (1894)
- L’Éte na sopran, alt, chór i orkiestrę (1895)
- oratorium Job na głosy solowe, chór i orkiestrę (1900)
- Deuxième poème lyrique sue le livre de Job na baryton i orkiestrę (1905)
- Ave verum na 4 głosy i organy (1938)

### Opery
- La Fille de Roland (wyst. Paryż 1904)
- Le Premier Glaire (wyst. Béziers 1908)
- Mârouf, savetier du Caire (wyst. Paryż 1914)
- Antoine et Cléopâtre (1916–1917)
- L’appel de la mer (wyst. Paryż 1924)
- Rolande et le mauvais garçon (1933, wyst. Paryż 1934)
- Le Jeu de l’amour et du hasard (1948, wyst. Monte Carlo 1954)

### Muzyka do filmów niemych
- Le Miracle des loups (1924)
- Joueur d’échecs (1925)